# Famille de Chavagnac
Pour les articles homonymes, voir Chavagnac.
La famille de Chavagnac est une famille subsistante de la noblesse française, originaire d'Auvergne, de noblesse d'ancienne extraction, maintenue en 1667 et 1742.

## Histoire
La famille de Chavagnac est anciennement connue en Auvergne. Sa filiation prouvée remonte à 1435 avec noble Pierre de Chavagnac qui épousa Dauphine de Viveyroux.
Gustave Chaix d'Est-Ange écrit que cette famille est issue du château de Chavagnac, à Auriac-l'Église, près de Blesle. Il cite Guillaume de Chavagnac, chanoine, en 1220, puis la maintenue en la noblesse de 1667 remonte à Pierre de Chavagnac, chevalier, en 1291, et écrit que la filiation paraît n'être rigoureusement établie que depuis Pierre de Chavagnac cité en 1409 puis 1435 et que l'on croit avoir été fils de Béraud de Chavagnac.
Henri-Louis de Chavagnac fut titré marquis de Chavagnac en 1720 et son fils, Gilles, marquis de Chavagnac, fut admis aux honneurs de la Cour en 1739.
Le 17 juin 1761, le roi Louis XV ainsi que toute la famille royale font l'honneur aux familles de Chavagnac et des Escotais de signer le contrat de mariage de leurs enfants respectifs Annet et Marie[réf. à confirmer].
Cette famille est représentée à l'Association d'entraide de la noblesse française (ANF),.

## Personnalités
- Christophe de Chavagnac (marié en 1585), lieutenant du roi en Auvergne et en Gévaudan[2].
- Josué de Chavagnac (marié en 1606), chambellan du duc d'Orléans, impliqué dans la conspiration de Cinq-Mars[2].
- Gaspard de Chavagnac (1624-1695)[7], maréchal de camp (1652), passe au service de l'Empereur germanique qui le nomme lieutenant général de ses armées[2] et son ambassadeur en Pologne, auteur de Mémoires (1638-1681).
- Henri-Louis de Chavagnac (1664-1743), chef d'escadre et marquis de Chavagnac par lettres de 1720[1].
- Jean-Jacques Gaspard de Chavagnac, producteur de télévision[8].
- Gaspard de Chavagnac, producteur de cinéma.

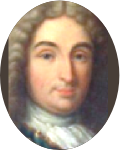
Henri-Louis de Chavagnac.

## Armes
- De sable à trois fasces d'argent accompagnées de trois roses d'or rangées en chef.[1],[9],[10]
- De sable à deux fasces d'argent accompagnées de trois roses d'or rangées en chef.[11],[12]
- De sable à deux fasces d'or accompagnées de trois roses du même rangées en chef.[1],[13],[6]

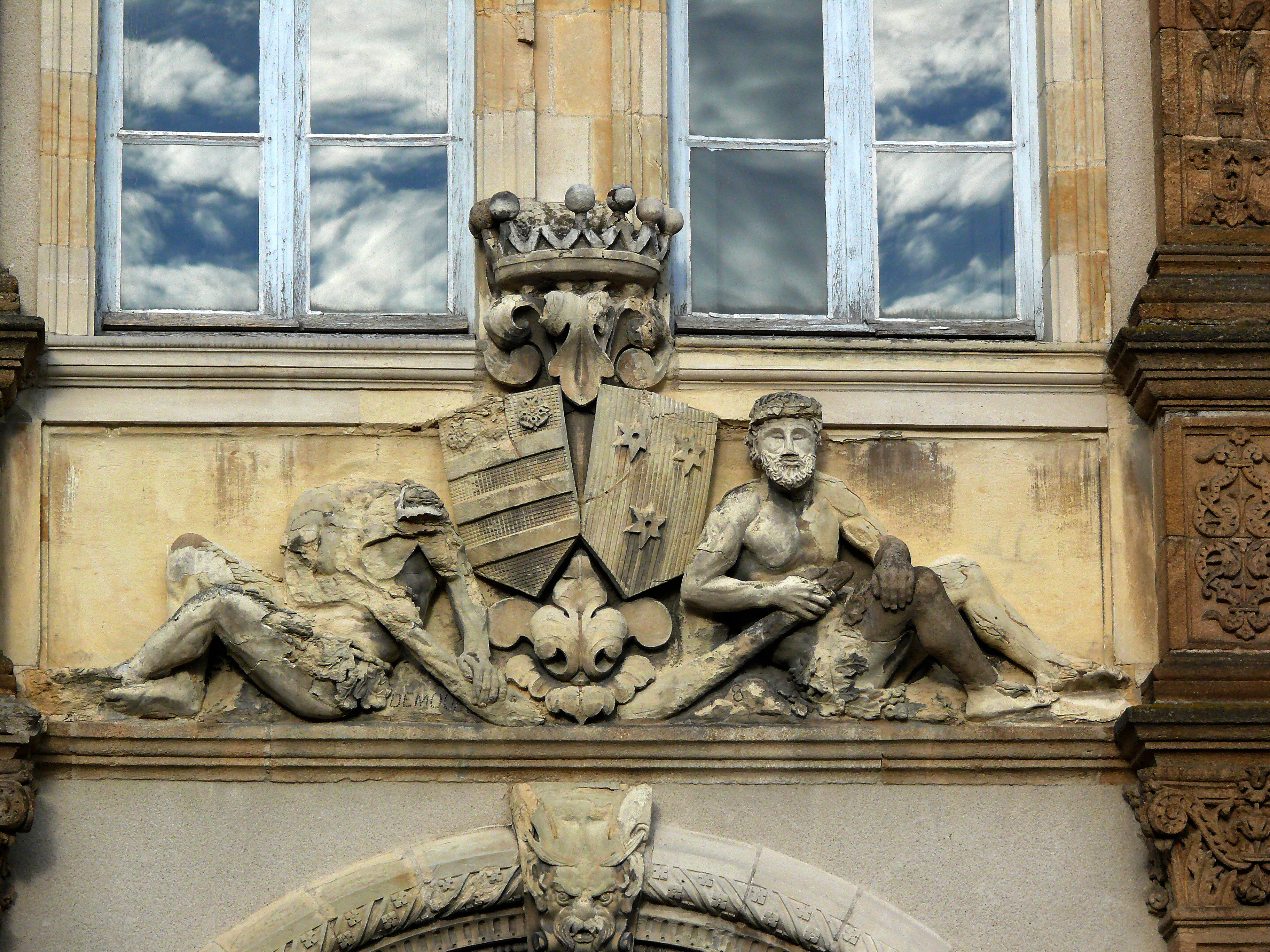
Détail d’ornementation de l'hôtel de Chavagnac à Moulins : armes de la famille de Chavagnac et de la famille alliée Devaulx de Chambord.
Famille de Chavagnac : de sable à trois fasces d'argent accompagnées de trois roses d'or rangées en chef.
Famille de Chavagnac : de sable à deux fasces d'argent accompagnées de trois roses d'or rangées en chef.
Famille de Chavagnac, branche d'Amandine : de sable à deux fasces d'or accompagnées de trois roses du même rangées en chef.

## Alliances
Les principales alliances de la famille de Chavagnac sont : de Viveyroux, de Volpilière (1446), du Boulier du Chariot (1483), Le Comte de La Marche, de Saillans, d'Andrieu (1609), de Calvisson, d'Estaing, Blanc du Bos, des Nos, de Froulay-Tessé, des Escotais, de Montecler, de Champagné, de Lespinay, Le Gonidec de Tressan, de Boisjourdan, Poniatowski, de Montesquiou-Fézensac, d'Oldenbourg, de Bazelaire de Rupierre, Chevallier-Chantepie, Pezet de Corval, de Montaigne de Poncins, Léonino (1921).

## Châteaux et hôtels
- Hôtel de Chavagnac, à Moulins.
- Château de la Chaussière
- Château du Rocher
- Manoir de Cléray
- Château de Wideville (jusqu'en 1981)
- Château de la Rongère

## Industrie
- Forges de Chailland, achetées avec le domaine en 1834[14].